# 매디슨 아이비
매디슨 아이비(Madison Ivy, 1989년 6월 14일 ~ )는 미국의 포르노 배우이다. 독일 태생으로, 독일에서 미국으로 이민을 간 사람이다.